# 约翰·苏尔斯顿
约翰·愛德華·苏尔斯顿爵士，CH，FRS（英語：Sir John Edward Sulston，1942年3月27日—2018年3月6日），英国科学家，因发现器官发育和细胞程序性细胞死亡（细胞程序化凋亡）的遗传调控机理，与悉尼·布伦纳、H·罗伯特·霍维茨一起获得2002年诺贝尔生理学或医学奖。截至2014年他是曼彻斯特大学科学，伦理与创新研究所的主席。
苏尔斯顿出生于剑桥，父亲是法政牧師Arthur Edward Aubrey Sulsto和母亲是Josephine Muriel Frearson (née Blocksidge)。